# Ore, East Sussex
Ore är en stadsdel i Hastings, i distriktet Hastings, i grevskapet East Sussex i England. Stadsdelen hade 5 657 invånare år 2021. Ore var en civil parish fram till 1958 när blev den en del av Guestling och Westfield. Civil parish hade 355 invånare år 1951.